# Rock grec
Le rock grec désigne le rock interprété par des groupes et artistes grecs.

## Histoire

### Années 1960

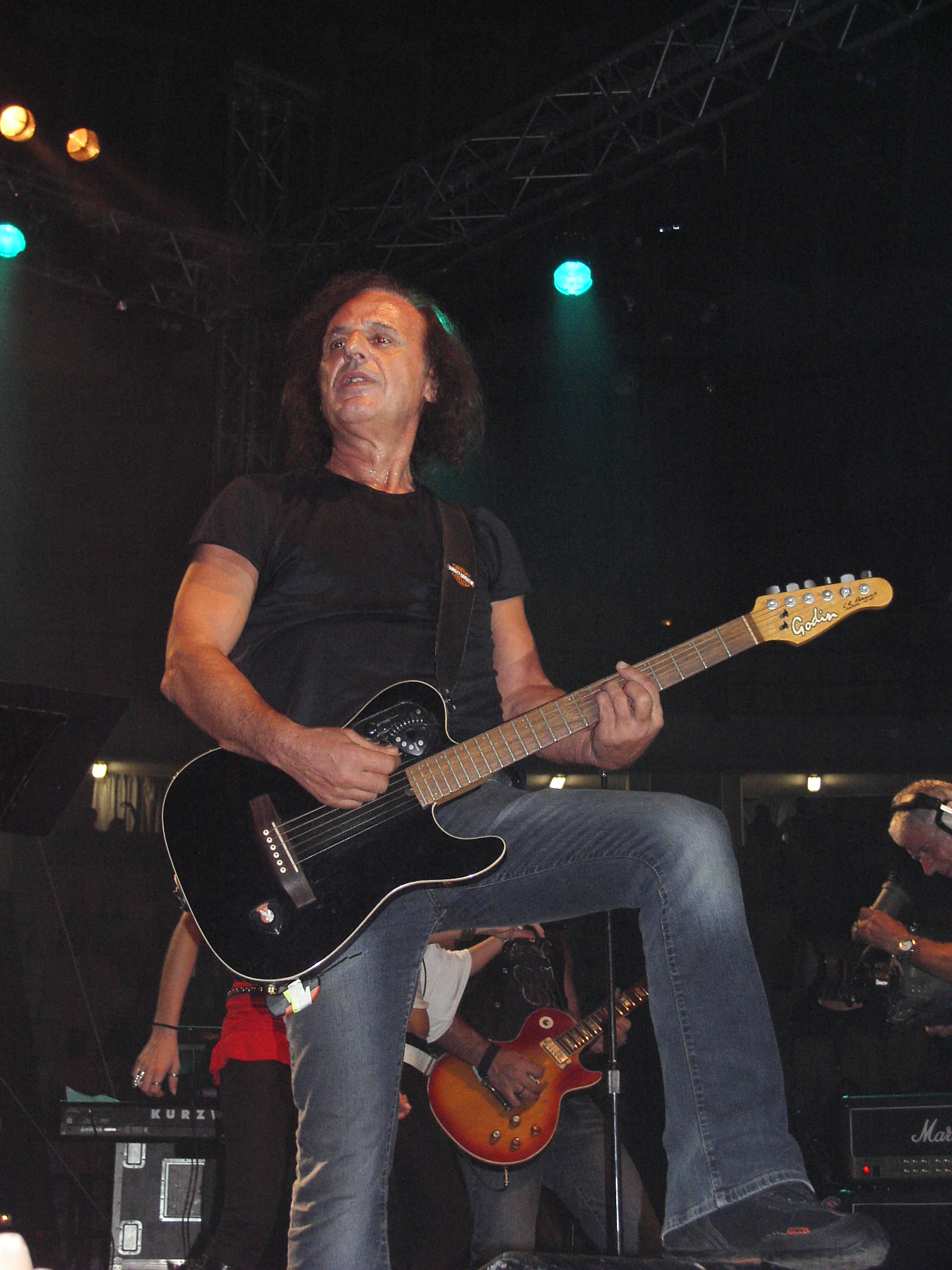
Vasílis Papakonstantínou.

Le rock pénètre en Grèce au milieu des années 1960. Le rock grec se développe concrètement au début des années 1970 alors que la Grèce est toujours sous dictature militaire.
Les pionniers sont des groupes comme  Socrates Drank the Conium, du hard rock progressif avec des paroles en anglais, Exadaktylos aux paroles humoristiques et politisées, Peloma Bokiou proche de Santana, Aphrodite's Child, ou encore Poll. Après la chute de la dictature suit une période dominée culturellement par les intellectuels de gauche. Ils condamnent le rock comme forme de musique importée mais promeuvent à la place une musique inspirée des traditions comme Mikis Theodorakis.

### Années 1970
Le rock grec redevient dynamique à la fin des années 1970 avec les mouvements punk et new wave et le retour des anciens. Ainsi Δημήτρης Πουλικάκος de Exadaktylos et Sidiropoulos de Damon kai Fintias et de Mpourmpoulia (Bourboulia) reviennent avec des albums en solo ou accompagnés de nouveaux groupes. Les principaux représentants du style en Grèce sont Jimi Quidd, notamment membre de The Dots et producteur des Bad Brains, Dionysis Savvopoulos (el) appelé le Bob Dylan grec qui joue également des rembetika et des laika. Le personnage le plus représentatif du folk-rock grec est certainement Pavlos Sidiropoulos.
Kostas Tournas est l'un des pionniers du rock grec,. Il est chanteur et compositeurs de nombre de hits des années 1970. Son album d'opéra-rock Aperanta Horafia (1972) a marqué la résistance contre la dictature militaire de l'époque,. Tournas est, avec Robert Williams et Stavros Logarides, cofondateur du groupe de rock grec Poll.

### Années 1980–1990
Au début des années 1980, l'enrichissement se fait ressentir malgré les censures qui cesseront à la fin de la décennie. Un exemple est celui de Mousikes Taxiarhies - Μουσικές Ταξιαρχίες avec son chanteur Tzimis Panousis. Le contenu lyrique traitait de la politique.
Vers les années 1990 commence à émerger le heavy metal dans le pays, qui est représenté par des groupes comme Nightfall, Astarte, On Thorns I Lay, The Elysian Fields, Firewind, Fragile Vastness, Wastefall, Kóre. Ýdro. ou Nocternity, mais surtout par Septic Flesh et Rotting Christ. Les autres groupes notoires sont Trypes, Naer Mataron, et Thou Art Lord.

### Années 2000–2010
Dans les années 2000, Firewind prend la pole position de la scène heavy metal, publiant quatre albums dans la décennie, et atteignant la popularité internationale.
Les années 2010 assiste à une forte explosion de la scène underground avec le heavy rock. Des douzaines de groupes commencent à jouer du heavy, stoner, southern, grunge rock, etc., menés par des pionniers comme Planet of Zeus et 1000mods.